# Drunk on the Pope’s Blood
Drunk on the Pope’s Blood / The Agony Is the Ecstacy – EP zespołu The Birthday Party i Lydii Lunch. Płyta została wydana przez wydawnictwo 4AD 18 lutego 1982.
Nagranie zostało zrealizowane przez Tonego Cohena w trakcie tej samej sesji podczas której nagrywano album Junkyard. Lydia Lunch (praw. Lydia Koch) pod koniec listopada 1981 odbywała trasę koncertową ze swoim ówczesnym zespołem 13.13. W trakcie jednego z nich (26 listopada 1981, Londyn), Lydia zaśpiewała wraz z zespołem The Birthday Party.

## Spis utworów

### strona A
(The Birthday Party - Drunk on the Pope’s Blood)
1. "Pleasure Heads" – 3:40
autor: Nick Cave
2. "King Ink" – 6:02
autorzy: Nick Cave, Rowland S. Howard
3. "Zoo Music Girl" – 3:00
autorzy: Nick Cave, Rowland S. Howard
4. "Loose" – 5:33
autorzy: The Stooges

### strona B
(Lydia Lunch – The Agony Is the Ecstacy)
1. "The Agony Is the Ecstacy" – 16:31
autor: Lydia Lunch